# Hemerotrecha milsteadi
Espèce
Hemerotrecha milsteadi est une espèce de solifuges de la famille des Eremobatidae.

## Distribution
Cette espèce est endémique des États-Unis. Elle se rencontre au Texas et au Nouveau-Mexique.

## Description
La femelle holotype mesure 13,5 mm.
Le mâle décrit par Muma en 1989 mesure 8,5 mm.

## Étymologie
Cette espèce est nommée en l'honneur de William W. Milstead.

## Publication originale
- Muma, 1962 : The arachnid order Solpugida in the United States, Supplement 1. American Museum Novitates, no 2092, p. 1-44 (texte intégral).